# Kuchisake-onna
Kuchisake-onna (口裂け女, "La dona de la boca tallada") és una llegenda urbana de la mitologia japonesa sobre una dona que va ser assassinada i mutilada pel seu marit, i que torna al món com a esperit maliciós (Onryō). Quan apareix pregunta a les seves víctimes si és bonica, les quals en respondre són posteriorment assassinades.

## Llegenda
La llegenda diu que fa molt de temps hi havia una dona molt bella però vanitosa que es va casar amb un samurai. La dona era pretesa per molts homes i acostumava a enganyar al seu marit. El samurai coneixia les infidelitats de la seva esposa, per la qual cosa, un dia en un atac de gelosia i fúria li va tallar la boca d'un costat a un altre mentre cridava: "Penses que ets maca?!"
Aquí és quan la llegenda comença. Es diu que hi ha una dona amb una màscara quirúrgica, -el que no semblaria estrany al Japó, ja que la majoria d'habitants les fan servir per prevenir malalties- que camina a la nit, especialment a les nits fosques i tenebroses. Si es troba amb algun jove, normalment estudiants de secundària o universitaris, li pregunta: "Sóc bonica?" ("Watashi kirei") ("わたし きれい?"). Si el jove li respon que sí, ella es traurà la màscara i, tot mostrant la seva boca tallada d'orella a orella, li demanarà: "I ara?" ("Kore demodesu ka?") ("これ でもです か"). El més probable és que la víctima cridi o digui que no. Llavors la dona li tallarà la boca d'un costat a un altre amb unes tisores. Sí la víctima respon de nou que sí, la dona el seguirà fins a la porta de casa i allà mateix l'assassinarà. "Kirei" (きれい) en japonès (maca o bonica) és molt semblant a "kiru" (切る) (tallar).
En altres versions de la llegenda, els efectes de respondre sí canvien, encara que la majoria coincideix que és impossible d'escapar-ne tant amb aquesta resposta com amb la precedent. La més comuna diu que si se li diu "sí", la Kuchisake-onna s'abalançarà sobre l'al·ludit per tallar-li la boca perquè senti el mateix que ella.